# 墨西哥第二帝國
墨西哥帝国（西班牙語：Imperio Mexicano），通稱墨西哥第二帝国，是墨西哥在改革战争后，共和复辟前的一段时期。第二次法墨战争时，拿破仑三世为了抑制美国，占有墨西哥市场、银矿，在墨西哥建立的一个傀儡政权。在法国的帮助下，第二帝国得到奥地利和西班牙保皇党的支持，他们企图在墨西哥重建欧式君主国。第二帝国也得到了国内保守派的支持，例如希望结束週期性动荡和革命的贵族。但是第二帝国遭到国内大部分地区的民众和美国的反对。

## 歷史

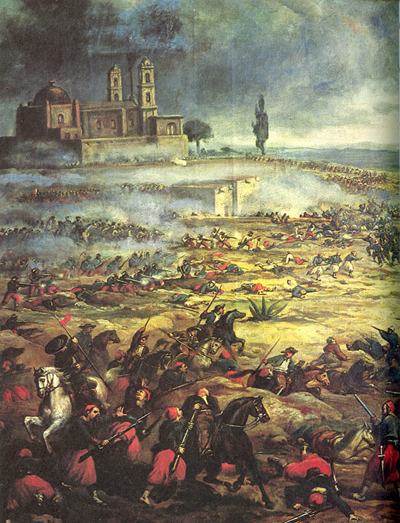
普埃布拉战役中墨西哥骑兵的冲锋，由邁克·曼寧（Mike Manning）绘于2006年。

第二帝國在第二次法墨戰爭（或称法国武装干涉墨西哥）中由法国扶植建立，並得到罗马教廷、上流社会中的保守派支持。當時，墨西哥分裂為兩派：以贝尼托·胡亚雷斯為首的，受到亞伯拉罕·林肯和后来的安德魯·約翰遜支持的自由派，及受到拿破崙三世與伊莎貝拉二世支援的保守派。保守派控制著墨西哥中部，而自由派則控制著韋拉克魯斯。
在1864年5月，馬西米連諾在拿破崙三世的邀请下，來到墨西哥，在1864年6月10日加冕，成為了馬西米連諾一世。在1865年，战争形势开始扭转，帝国部队在Tacámbaro战役中被击败。同年，结束内战的美国派出50,000军队到美墨边境，对法国施加压力并向共和派提供补给。在1866年，墨西哥人民反抗起來，加上奉行門羅主義的美国對第二帝國的不滿，以及德意志統一運動影響下迫使法国军队撤出墨西哥。皇后卡洛塔到歐洲请求各國提供支援遭到拒绝。3月至7月，墨西哥共和派在戰場上贏得一連串勝利，拿破崙三世促請馬西米連諾放棄墨西哥。在1867年1月，薩卡特卡斯、聖路易斯波托西和瓜納華托相繼落入共和派手中。2月5日，駐守墨西哥城的法軍撤離，馬西米連諾在2月13日撤至克雷塔羅，而共和派在3月开始围攻克雷塔羅，馬西米連諾在5月11日突圍时被俘虏，並在6月19日遭到枪决。

## 区域划分

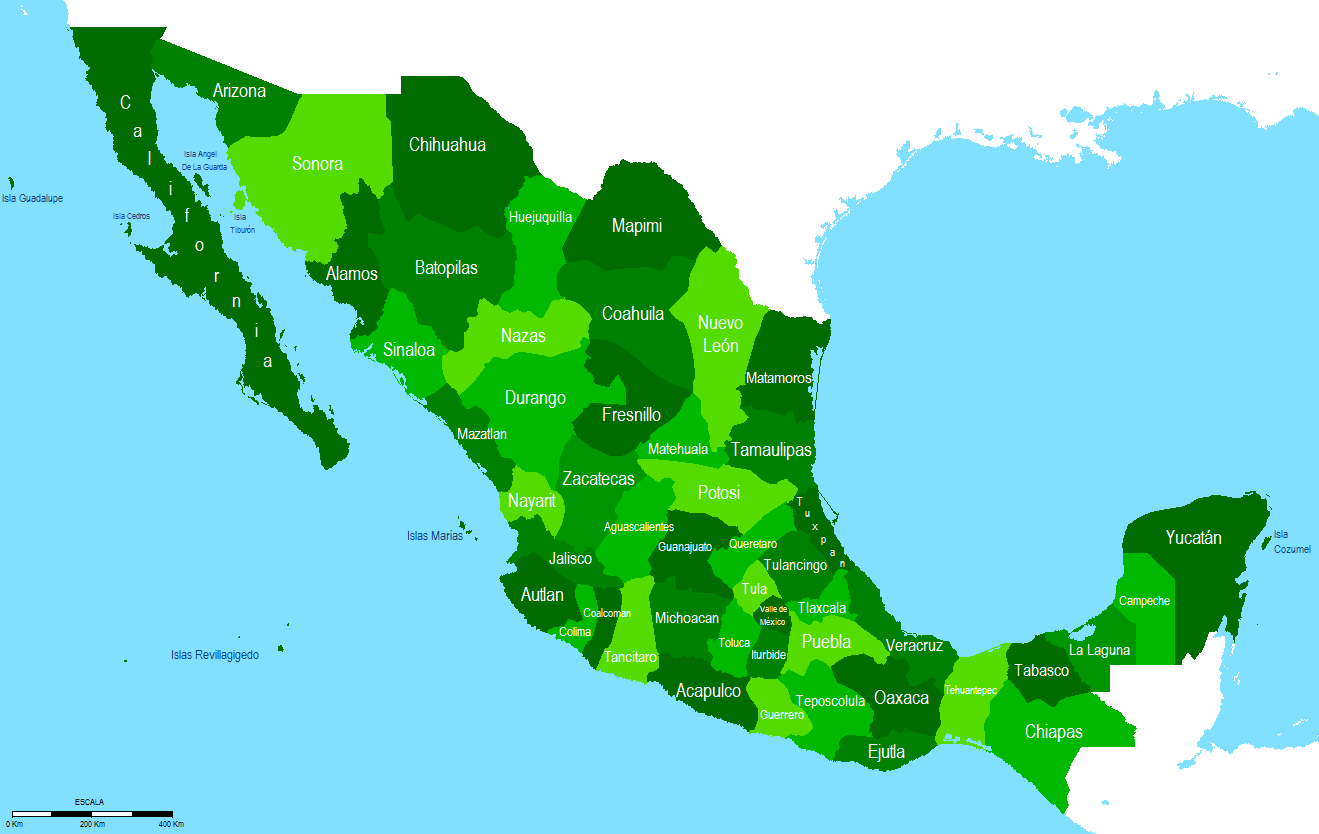
墨西哥第二帝国区域划分。

| - 阿卡普爾科 - 阿瓜斯卡連特斯 - 洛斯阿拉莫斯 - 亞利桑那 - 奥特兰 - 巴托皮拉斯 - 加利福尼亞 - 坎佩切 - 恰帕斯 - 奇瓦瓦 - 科阿韋拉 - 科阿尔科曼 - 科利馬 - 杜蘭戈 - 埃胡特拉 | - 波托西 - 弗雷斯尼約 - 瓜納華托 - 格雷羅 - 韦胡基亚 - 伊图尔维德 - 哈利斯科 - 拉古纳 - 马皮米 - 馬塔莫羅斯 - 马特瓦拉 - 馬薩特蘭 - 米卻肯 - 納亞里特 - 纳萨斯 | - 新萊昂 - 瓦哈卡 - 普埃布拉 - 克雷塔羅 - 錫那羅亞 - 索諾拉 - 塔巴斯科 - 塔毛利帕斯 - 坦西塔罗 - 特萬特佩克 - 特波斯科卢拉 - 特拉斯卡拉 - 托盧卡 - 圖拉 - 圖蘭辛戈 | - 图斯潘 - 巴耶-德墨西哥 - 韋拉克魯斯 - 尤卡坦 - 薩卡特卡斯 |

## 经济
因为混乱的政局，长期的内战造成经济的崩溃，大多数墨西哥富人将他们的资金投入唯一稳定的资产;大庄园。后代批评这些富人将这些保险，自给自足的大庄园（三位历史学家，恩里克斯、G.麦克布赖德和F.舍瓦利埃都认为大庄园的目的不是牟利，是自给自足的。但是依附论学者A.G.弗兰克认为大庄园是面向市场的、资本主义的。）视为富贵的象征，而不将资金投入到高风险但又高盈利的工业中。事实上，大庄园是当时唯一可靠的资产。

## 政治
馬西米連諾執政期間，繼續胡亞內斯的政策，如土地改革，宗教自由，伸延選舉權至地主階層外。马西米连诺曾经邀请贝尼托·胡亚雷斯担任帝国首相，条件是承认他的统治，但是遭到拒绝。后来，因为共和派枪决帝国支持者，马西米连诺下令处决共和派，这激起了更多不满。

### 书籍
- Barker, Nancy N., The Factor of 'Race' in the French Experience in Mexico, 1821-1861, pp. 64 – 80.
- Blumbeg. Arnold, The Diplomacy of the Mexican Empire, 1863-1867. Florida: Krueger, 1987.
- Pani, Erika, Dreaming of a Mexican Empire: The Political Projects of the 'Imperialist', pp. 19 - 49.

### 注脚
1. ↑  . mexicanhistory.org.   [2011-06-24]. （原始内容存档于2011-07-27） （英语）.
2. ↑  Henry Parks, A History of Mexico.
3. ↑  A. Molina Enrfquez, Los Grandes Problemas Nacionales, Mexico, 1981.
4. ↑  Francois Chevalier, Land and Society in Colonial Mexico, The Great Hacienda, University of California, 1963.
5. ↑  A.G.弗兰克：《资本主义与拉丁美洲的不发达— 对智利和巴西的历史考察》(Andre Gunder Frank, Capitalism and Underdevelopment in Latin America: Historical Studies of Chile and Brazil)，每月评论出版社 1967年版，序言第12页。